# Vikingskipet
Le Vikingskipet (« bateau viking » en norvégien), dont le nom officiel est Hamar olympiahall (salle olympique de Hamar), est une salle multi-usage située à Hamar, en Norvège.

## Histoire

### Conception
La salle a été conçue par Niels Torp (en) et Biong & Biong (en) et a ouvert le 19 décembre 1992. Elle a coûté 230 millions de couronnes norvégiennes. 
Sa localisation a été controversée, car elle est située à Åkervika, sur un site Ramsar. 

### Compétitions sportives
Elle a été construite pour les compétitions de patinage de vitesse des Jeux olympiques d'hiver de 1994, et a depuis accueilli des compétitions de speedway, de rallye automobile, de football, de bandy, de course sur luge, de frisbee et de cyclisme sur piste.
C'est l'équipement national norvégien pour les compétitions de patinage de vitesse et de bandy. Des courses de la coupe du monde de patinage de vitesse y ont lieu tous les ans, ainsi que des championnats du monde régulièrement. Le Vikingskipet a entre autres accueilli des championnats du monde toutes épreuves de patinage de vitesse, des championnats du monde de sprint de patinage de vitesse, des championnats du monde simple distance de patinage de vitesse, des championnats du monde de cyclisme sur piste (1993), des Speedway Grand Prix et le rallye de Norvège.

### Autres utilisations
Elle est également utilisée pour des concerts, des salons et, tous les ans, la demoparty The Gathering. Le Vikingskipet est la propriété de la municipalité de Hamar, et est géré par le Hamar Olympiske Anlegg, de même que l'amphithéâtre olympique de Hamar. Il a une capacité de 10 600 spectateurs pour les évènements sportifs, 20 000 pour les concerts.

## Source de la traduction
- (en) Cet article est partiellement ou en totalité issu de l’article de Wikipédia en anglais intitulé « Vikingskipet » (voir la liste des auteurs).